# René Couanau
René Couanau, né le 10 juillet 1936 à Saint-Servan (Ille-et-Vilaine), et mort le 30 novembre 2024 à Saint-Malo, est un homme politique français. Il est député d'Ille-et-Vilaine de 1986 à 2012 et maire de Saint-Malo de 1989 à 2014.

## Biographie

### Carrière
Énarque (promotion Turgot de 1968), il est inspecteur général de l'administration de l'éducation nationale.
Il est député de la 7e circonscription d'Ille-et-Vilaine de 1986 à 2012 sous l'étiquette UDF puis UMP et maire de Saint-Malo de 1989 à 2014.
Le 15 avril 2011, il annonce son départ de l'UMP et du groupe UMP de l'Assemblée pour rejoindre le banc des non inscrits. Il s'est dit de « plus en plus en porte-à-faux avec les décisions du gouvernement et les lois qu'on nous propose ».
Le 5 mars 2012, il annonce qu'il ne sera pas candidat lors des législatives de 2012. Il déclare aussi qu'il ne briguera pas sa succession lors des municipales de 2014, avant de se rétracter un an plus tard. Mais il est battu au second tour des municipales le 30 mars 2014, la liste qu'il mène arrivant en 3e position derrière celle menée par Claude Renoult, son ancien adjoint, et la liste de gauche menée  par Stéphane Perrin.
Il meurt à l'âge de 88 ans le 30 novembre 2024 à Saint-Malo. Il est inhumé au cimetière des Ormeaux dans la même ville.

## Distinctions
- Officier de la Légion d'honneur (14 avril 2017[8], chevalier du 15 mai 1981)
- Chevalier de l'ordre national du Mérite
- Officier de l'ordre des Palmes académiques
- Chevalier de l'ordre du Mérite agricole
- Médaille de la jeunesse, des sports et de l'engagement associatif, or

## Détail des fonctions et des mandats
Mandats parlementaires
- 2 avril 1986 - 14 mai 1988 : député d'Ille-et-Vilaine
  - En quatrième position sur la liste UDF Pour entreprendre et réussir en Ille-et-Vilaine, il remplace Pierre Méhaignerie nommé au gouvernement

- 23 juin 1988 - 19 juin 2012 : député de la septième circonscription d'Ille-et-Vilaine
  - Réélu en 1988, 1993, 1997, 2002 et 2007

Mandats locaux
- 19 mars 1983 - 1988 : adjoint au maire de Saint-Malo
- 25 mars 1989 – 4 avril 2014 : maire de Saint-Malo
- 15 janvier 2001 - 20 septembre 2007 : président de la Communauté d'agglomération de Saint-Malo
- 16 mars 1986 - 25 mars 1989 : conseiller régional de Bretagne

## Résultats électoraux

### Élections législatives
| Année | Parti | Parti | Circonscription      | Premier tour | Premier tour | Premier tour | Second tour | Second tour | Second tour |
| Année | Parti | Parti | Circonscription      | Voix         | %            | Rang         | Voix        | %           | Issue       |
| ----- | ----- | ----- | -------------------- | ------------ | ------------ | ------------ | ----------- | ----------- | ----------- |
| 1986  |       | UDF   | Ille-et-Vilaine      | 142 257      | 36,64        | 1er          |             |             | Non élu     |
| 1988  |       | UDF   | 7e d'Ille-et-Vilaine | 27 070       | 49,04        | 1er          | 33 041      | 55,39       | Élu         |
| 1993  |       | UDF   | 7e d'Ille-et-Vilaine | 27 384       | 48,05        | 1er          | 35 027      | 65,08       | Élu         |
| 1997  |       | UDF   | 7e d'Ille-et-Vilaine | 22 046       | 39,26        | 1er          | 31 971      | 53,93       | Élu         |
| 2002  |       | UMP   | 7e d'Ille-et-Vilaine | 30 963       | 51,71        | 1er          |             |             | Élu         |
| 2007  |       | UMP   | 7e d'Ille-et-Vilaine | 29 040       | 47,10        | 1er          | 32 745      | 57,00       | Élu         |

### Élections municipales
| Année | Parti | Parti        | Commune    | Premier tour | Premier tour | Premier tour | Second tour | Second tour | Second tour | Sièges  |
| Année | Parti | Parti        | Commune    | Voix         | %            | Rang         | Voix        | %           | Issue       | Sièges  |
| ----- | ----- | ------------ | ---------- | ------------ | ------------ | ------------ | ----------- | ----------- | ----------- | ------- |
| 1989  |       | UDF (CDS)    | Saint-Malo | 8 997        | 38,33        | 2e           | 13 286      | 53,31       | Élu         | 33 / 43 |
| 1995  |       | UDF (UD)     | Saint-Malo | 11 744       | 54,30        | 1er          |             |             | Élu         | 34 / 43 |
| 2001  |       | UDF (UD)     | Saint-Malo | 12 511       | 58,72        | 1er          |             |             | Élu         | 36 / 45 |
| 2008  |       | UMP          | Saint-Malo | 10 214       | 47,04        | 1er          | 10 532      | 47,89       | Élu         | 34 / 45 |
| 2014  |       | DVD (ex-UMP) | Saint-Malo | 6 186        | 28,81        | 2e           | 6 328       | 28,10       | Battu       | 6 / 43  |